# Примор, Ави
Авраам «Ави» Примор (ивр. אבי פרימור‎, род. 8 апреля 1935 года в Тель-Авиве) — израильский публицист и бывший дипломат.

## Биография
Примор родился в Тель-Авиве в семье Йосефа и Зельмы Гальпериных. Его дед, Яаков Гальперин, был основателем района Зихрон Меир в Бней-Браке. Окончил Еврейский университет в Иерусалиме, изучал политические науки и международные отношения, а также получил диплом университета Сорбонны в Париже.
В 1960 году он начал свою дипломатическую деятельность, работал в израильских посольствах в Мали, Кот-д'Ивуар а также в качестве главы израильского посольства в Дагомеи, в настоящее время Бенин. Позже работал в израильском посольстве во Франции, был представителем израильской делегации на Женевской конференции в 1973 году, в 1976 году он был назначен представителем и директором пресс-службы министерства. Также был представителем сионистской организации во Франции. Позже он был назначен вице-президентом по Африке, Азии и Океании в МИД.
С 1987 по 1993 он служил в качестве посла в Европейском Союзе, одновременно будучи послом в Бельгии и Люксембурге, а с 1993 по 1999 в качестве посла в Германии. После ухода с дипломатической службы он был вице-президентом Тель-Авивского университета до 2004 года. Будучи послом в Германии, Примор получил национальную известность как один из важнейших промоутеров немецко-израильского диалога. Он был удостоен награды за заслуги перед Евросоюзом за его вклад в объединение Европы, а также ордена «За заслуги перед Федеративной Республикой Германия».
С 2010 года Ави Примор является президентом Израильского Совета по международным отношениям, независимой организации, являющейся центром изучения и обсуждения вопросов внешней политики, особенно тех, которые касаются Израиля и еврейского народа. Организация базируется в Герцлии.
Примор опубликовал ряд статей об Израиле, Ближнем Востоке, Иране и израильско-германских отношениях в газетах и журналах, в том числе Süddeutsche Zeitung (Германия), он также регулярно даёт интервью в качестве эксперта по этим вопросам на радио и телевидении, в частности в Германии.

## Взгляды на израильско-палестинский мирный процесс
На международном семинаре по глобальной безопасности, состоявшейся в Риме в 2010 году, Ави Примор сказал относительно перспектив мира между израильтянами и палестинцами:
«Мы не будем реализовывать план мирного урегулирования потому, что большинство израильтян прежде всего интересует вопрос безопасности, который не была решен ни в одном из мирных предложений, которые были опубликованы. Когда мы вели переговоры с Египтом и с Иорданией, мы знали, что эти партнеры, если согласятся, способны гарантировать нам безопасность. Мы не думаем, что наши палестинские партнеры способны гарантировать нам безопасность. Мы боимся, что если мы оставим Западный берег в нынешних условиях, даже в рамках мирного соглашения, то ситуация на Западном берегу будет развиваться так же, как это было в секторе Газа, откуда мы ушли. Если мы не найдем решение, которое будет гарантировать, что уход израильтян с Западного берега не повредит нашей безопасности, то не будет никакого давления на израильское правительство, которое бы помешало принять мирное соглашение. Я думаю, что решение может прийти только со стороны международного сообщества.»

## Публикации
- «No Permanent Allies, No Permanent Enemies, Only Permanent Interests: Israeli-Iranian Relations», Israel Journal of Foreign Affairs VIII: 1 (2014) pp 33–38.

### Книги
- mit Ausnahme Deutschlands. Berlin, Ullstein Verlag, 1977
- Europa, Israel und der Nahe Osten. Dusseldorf, Droste Verlag, 1998
- Le Triangle des Passions. Paris, Bayard Presse, 2000
- Terror als Vorwand. Dusseldorf, Droste Verlag, 2003
- Du Terrorisme et de ceux qui l´exploitent. Paris, Bayard Presse, 2004
- Mit dem Islam gegen den Terror. Dusseldorf, Droste Verlag, 2008
- An allem sind die Juden und die Radfahrer schuld. Piper Verlag GmbH, München, 2010
- Frieden in Nahost ist möglich. edition Körber-Stiftung, Hamburg, 2010